# Kadino
Kadino (vitryska: Кадзіна) är en agropolis i Belarus. Den ligger i distriktet Mahіljoŭskі Rajon och voblasten Mahiljoŭs voblast, i den nordöstra delen av landet, 190 km öster om huvudstaden Minsk. Kadino ligger 179 meter över havet och antalet invånare är 1 753.

## Natur och klimat
Terrängen runt Kadino är platt. Runt Kadino är det ganska tätbefolkat, med 192 invånare per kvadratkilometer.. Närmaste större samhälle är Mahiljoŭ, 12,0 km väster om Kadino.
Omgivningarna runt Kadino är en mosaik av jordbruksmark och naturlig växtlighet. Trakten ingår i den hemiboreala klimatzonen. Årsmedeltemperaturen i trakten är 4 °C. Den varmaste månaden är juli, då medeltemperaturen är 20 °C, och den kallaste är februari, med −12 °C.

## Bilder

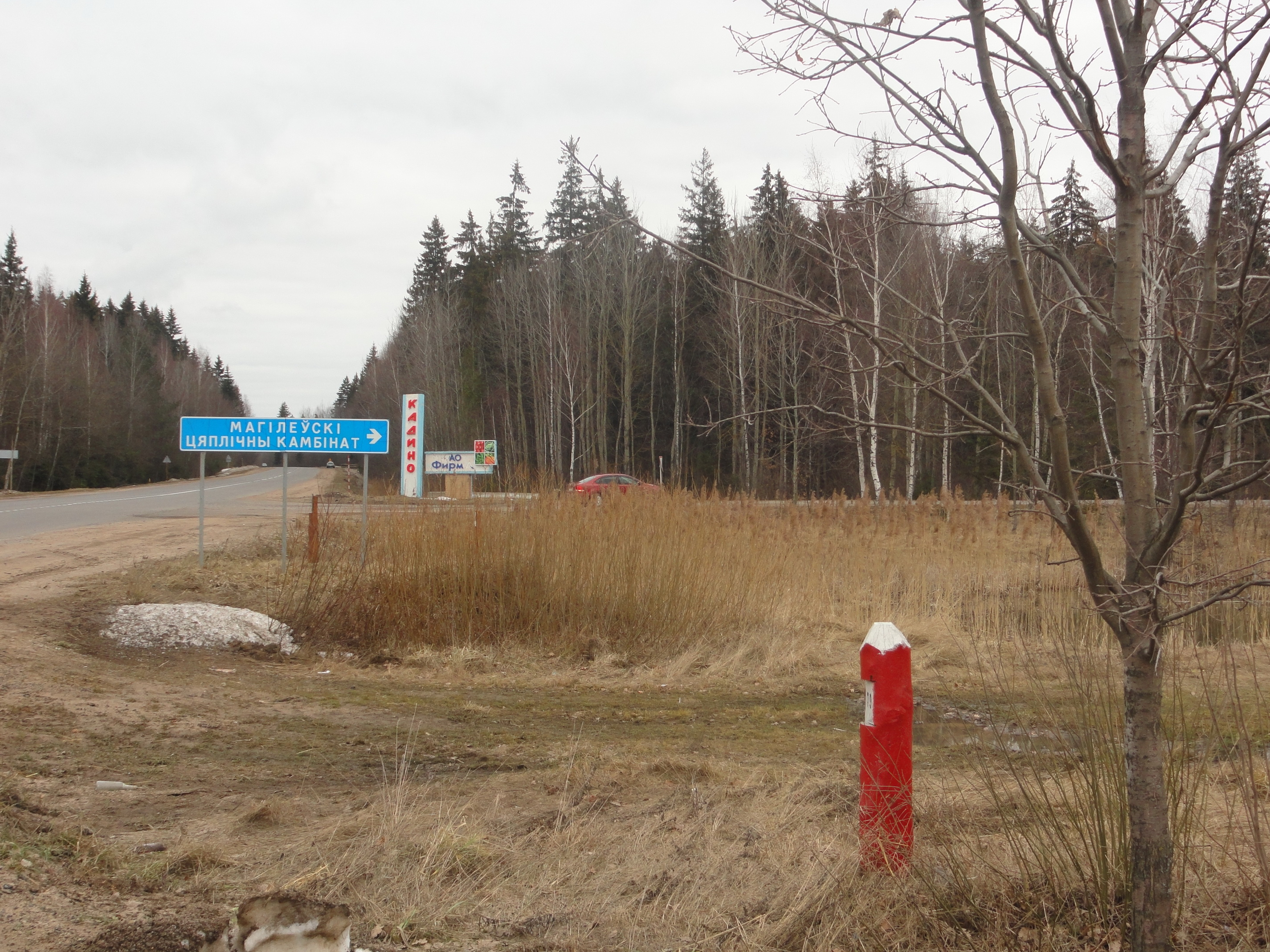
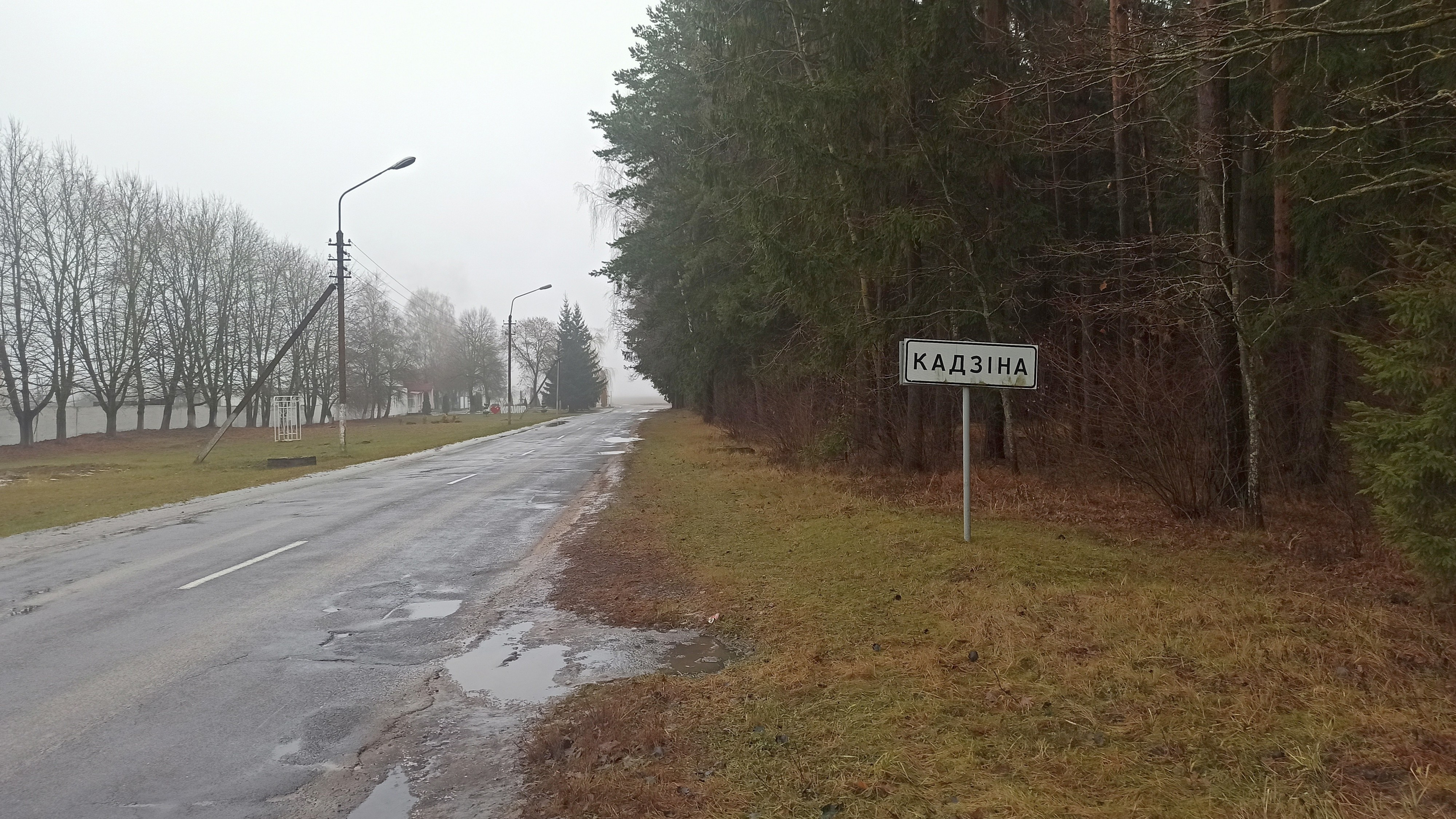
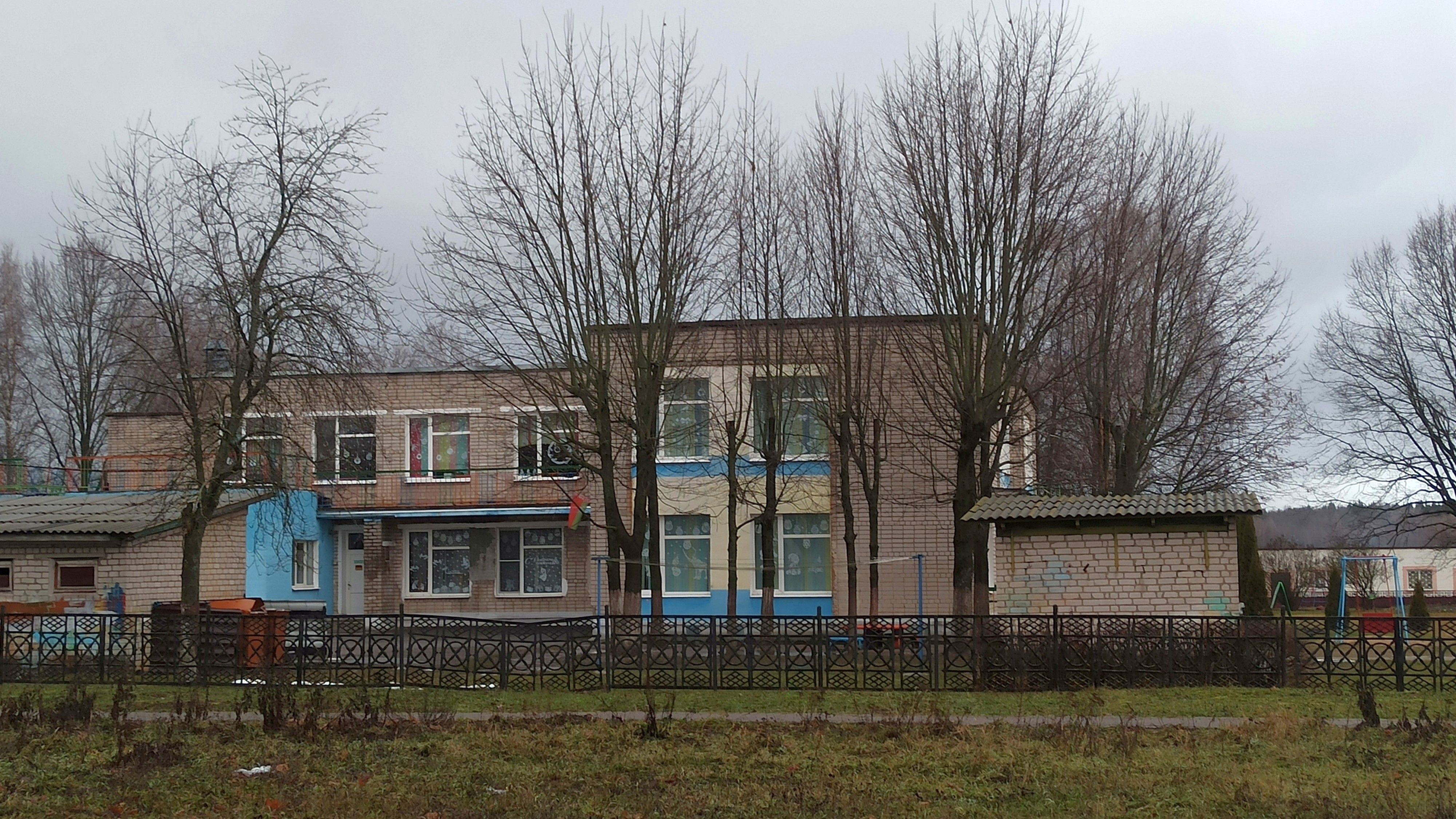
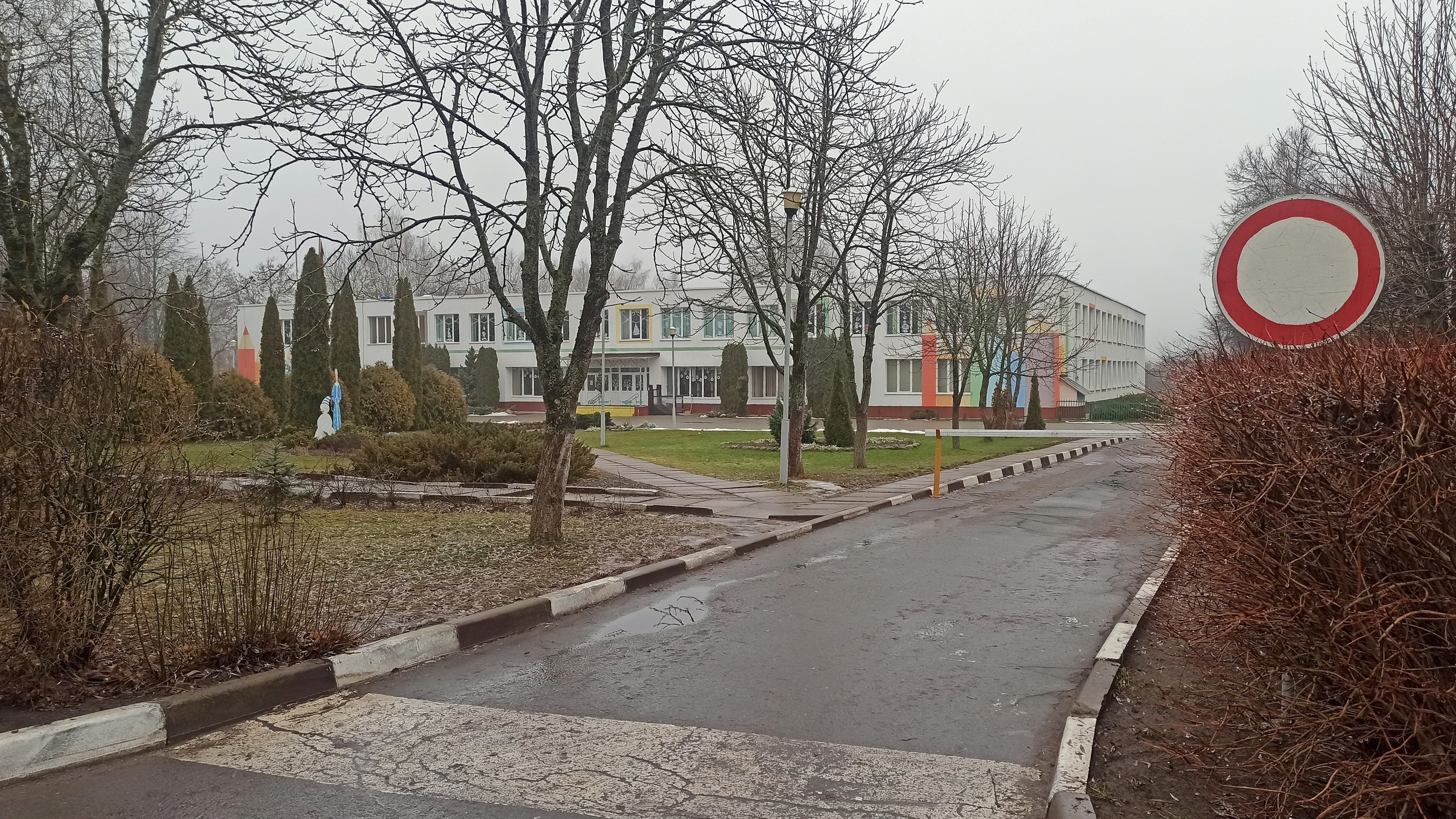
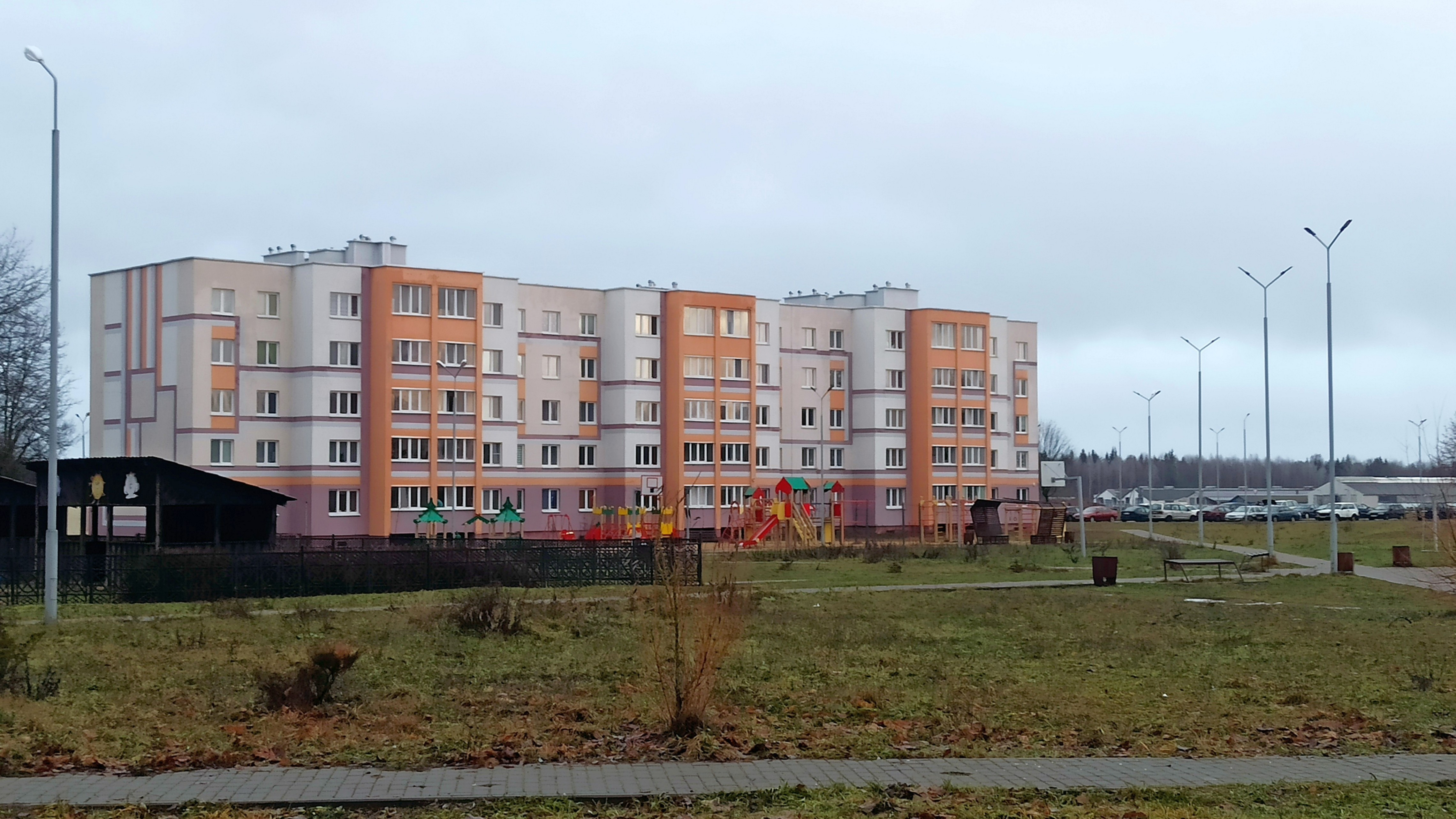
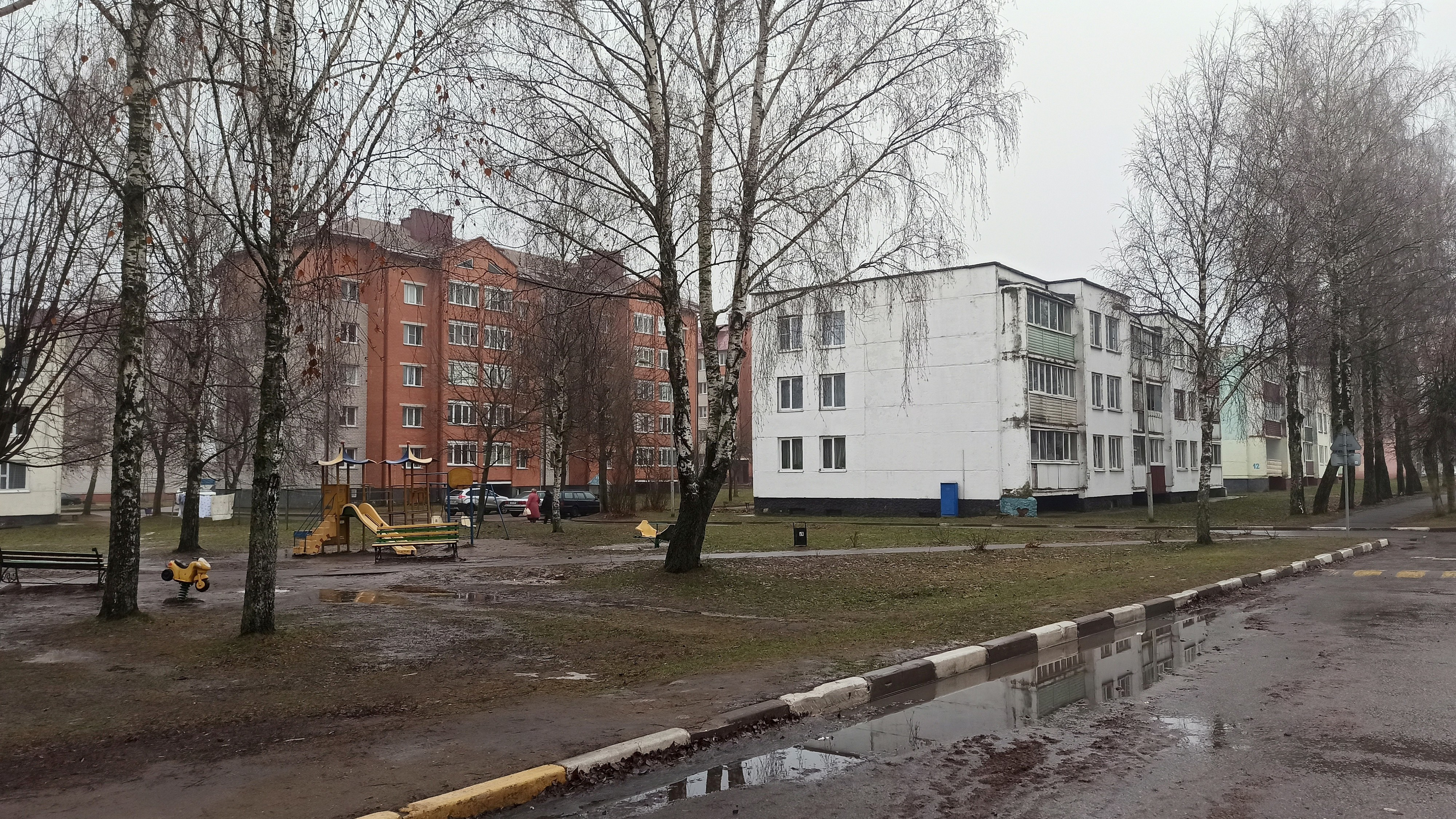
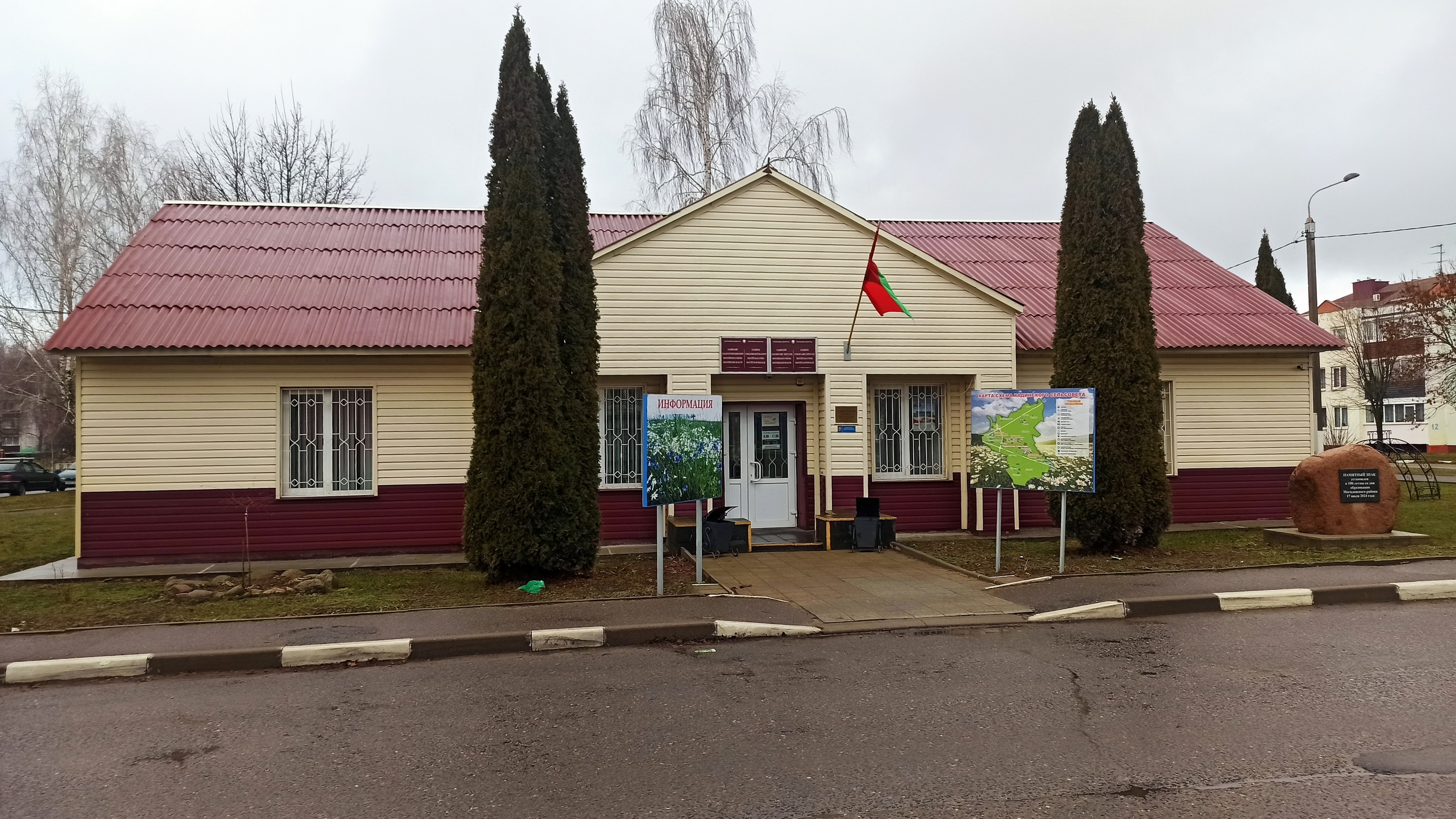
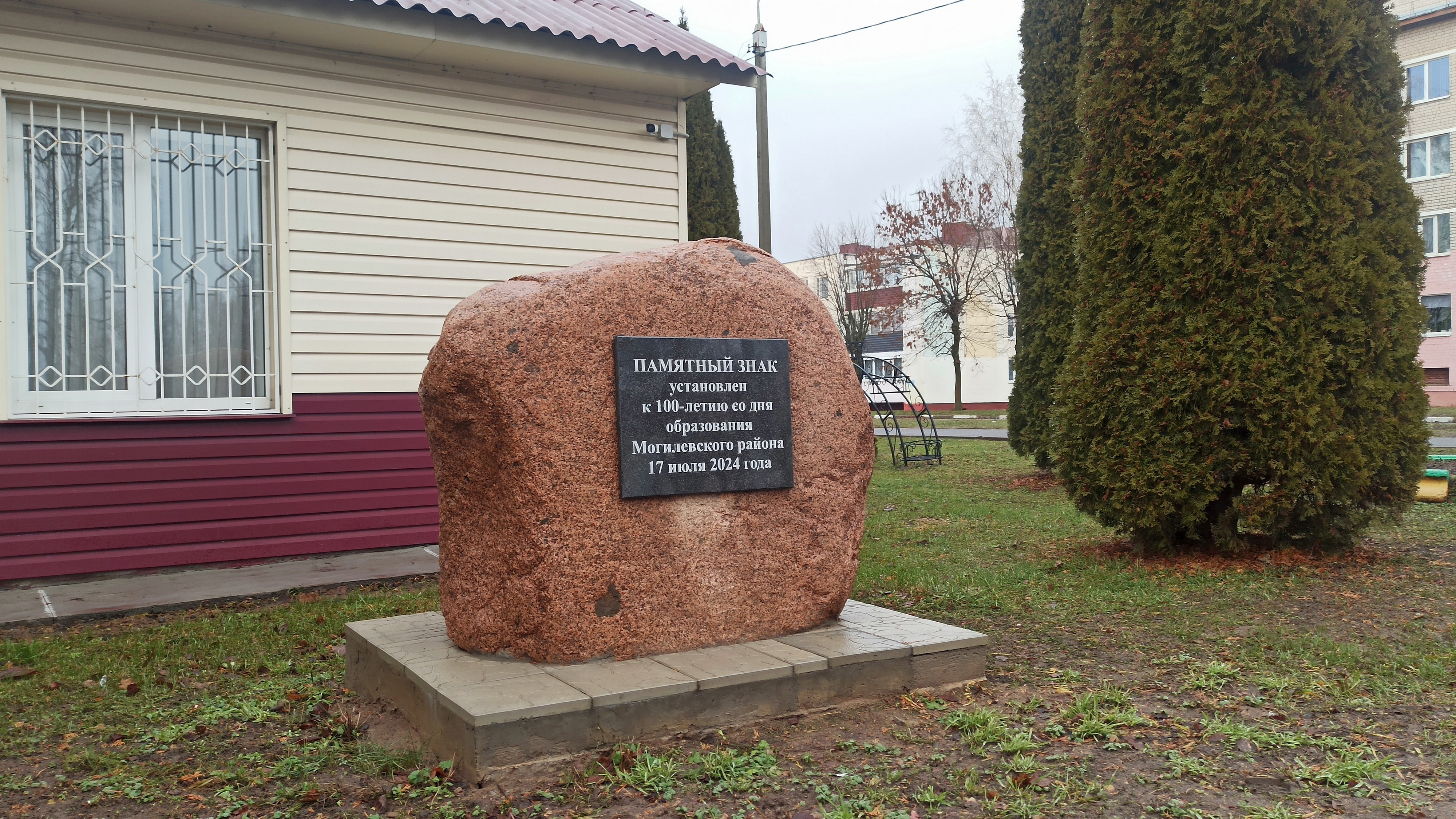